# Цитокіни

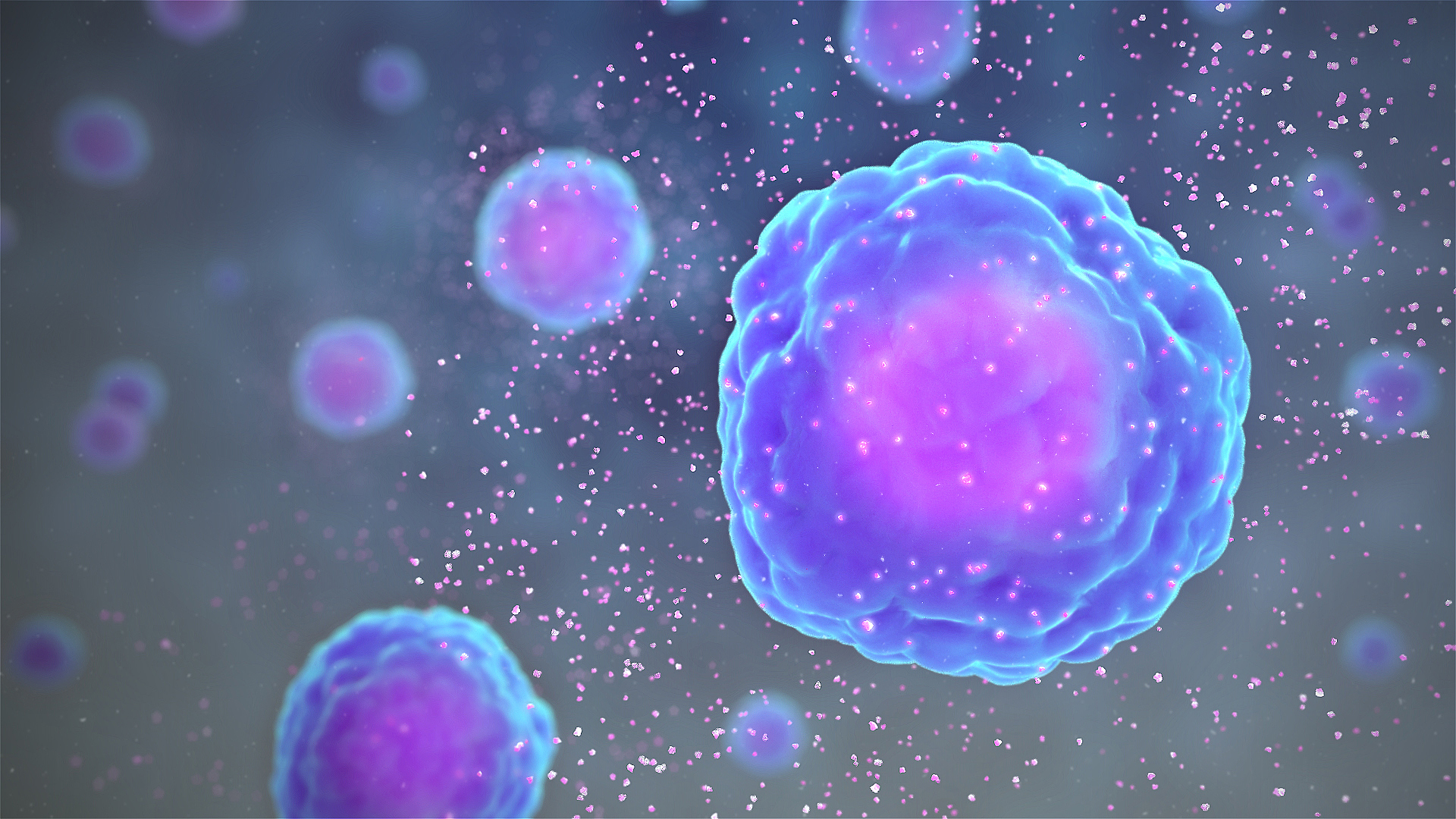
Тривимірна медична анімація секреції цитокінів

Цитокіни — клас невеликих пептидів та білків (8-30 кДа), що регулюють міжклітинні і міжсистемні взаємодії в організмі, включаючи виживання клітин, стимуляцію або пригнічення їх росту, диференціацію, функціональну активність і апоптоз, а також забезпечують узгодженість дії імунної, ендокринної і нервової систем в нормальних умовах і у відповідь на патологічні дії.
Термін «цитокіни» запропонував С. Коен 1974 року.

## Функції цитокінів
Цитокіни активні в дуже малих концентраціях. Їх біологічний ефект на клітини реалізується через взаємодію із специфічним рецептором, локалізованим на клітинній мембрані. Утворення і секреція цитокінів відбувається короткочасно і строго регулюється.
Спектри біологічних активностей цитокінів значною мірою перекриваються: один і той самий процес може стимулюватися в клітині більш ніж одним цитокіном. У багатьох випадках в діях цитокінів спостерігається синергізм. Цитокіни — антиген неспецифічні фактори. Тому специфічна діагностика інфекційних, автоімунних і алергічних захворювань за допомогою визначення рівня цитокінів неможлива. Але визначення їх концентрації в крові дає інформацію про функціональну активність різних типів імунокомпетентних клітин, про тяжкість запального процесу, його перехід на системний рівень і прогноз захворювання.
Цитокіни регулюють активність гормональної осі гіпоталамус-гіпофіз-надниркові залози: наприклад, інтерлейкін 1, впливаючи на гіпоталамус, посилює синтез кортиколіберину, що, своєю чергою, підвищує вироблення АКТГ.

## Класифікація
Всі цитокіни, а їх відомо понад 30, за своїми структурними особливостями та їх біологічною дією поділяються на декілька самостійних груп. Групування цитокінів за механізмом дії дозволяє розділити цитокіни на такі групи:
- прозапальні, що забезпечують мобілізацію запальної відповіді, наприклад інтерлейкіни 1,2,6,8, ФНО, інтерферон γ
- протизапальні, що обмежують розвиток запалення, наприклад інтерлейкіни 4,10, TGFβ
- регулятори клітинного і гуморального імунітету — природного або специфічного, що мають власні ефекторні функції (противірусні, цитотоксичні).